# Arugisa albomarginata
Arugisa albomarginata là một loài bướm đêm trong họ Erebidae.